# Laird Hunt
Laird Hunt (Singapore, 3 aprile 1968) è uno scrittore statunitense.

## Biografia
Nato nel 1968 a Singapore, vive e lavora con la moglie, la poetessa Eleni Sikelianos, a Boulder, in Colorado.
Dopo aver studiato all'Università dell'Indiana e alla Sorbona, ha vissuto a Tokyo e ha lavorato per 5 anni presso l'ufficio stampa delle Nazioni Unite.
Traduttore dal francese, ha pubblicato 8 romanzi, una raccolta di racconti e una novella.
Tra i riconoscimenti letterari ottenuti si segnala l'Anisfield-Wolf Book Award del 2013 per il romanzo storico Kind One.
Insegnante di scrittura creativa all'Università di Denver e di arti letterarie all'Università Brown, suoi articoli e recensioni sono apparsi su riviste e quotidiani quali il New York Times, il Washington Post, il Wall Street Journal, il Daily Beast, il Guardian e il Los Angeles Times.

## Opere principali

### Romanzi
- The Impossibly (2001)
- Indiana, Indiana (2003)
- La versione di Rembrandt (The Exquisite, 2006); padova, Alet, 2012 traduzione di Roseanne Rogosin ISBN 978-88-7520-212-5.
- Ray of the Star (2009)
- Kind One (2012)
- Neverhome (2014), Milano, La Nave di Teseo, 2016 traduzione di Milena Zemira Ciccimarra ISBN 978-88-93440-45-5.
- The Evening Road (2017)
- In the House in the Dark of the Woods (2018)

### Raccolte di racconti
- The Paris Stories (2001)

### Novelle
- Office at Night con Kate Bernheimer (2014)

## Premi e riconoscimenti
- Anisfield-Wolf Book Award: 2013 vincitore nella sezione "Narrativa" con Kind One
- Premio PEN/Faulkner per la narrativa: 2013 finalista con Kind One
- Grand Prix de Littérature Américaine: 2015 vincitore con Neverhome